# Alexandrina Mihai
Alexandrina Mihai (Chetrosu, 27 maggio 2003) è una marciatrice italiana di origine moldava, campionessa europea under 23 a Bergen 2025.

## Biografia
È arrivata in Italia nel marzo del 2009 per raggiungere i genitori che si erano stabiliti a Soave (Verona). Per sei anni ha praticato nuoto, mentre nel 2015 ha iniziato con l’atletica nell'impianto di San Bonifacio, avviata presto alla marcia dal tecnico Pierluigi Padoan. Ha vinto nel 2019 il suo primo titolo italiano, da allieva nei 5.000 m di marcia su pista. Nel settembre 2022 firma un crono di 1h35'59" nei 20 km di marcia, inferiore alla migliore prestazione nazionale under 20 di Antonella Palmisano (1h36'21" nel 2010) ma realizzato pochi giorni prima di ottenere la cittadinanza italiana. Nel 2023 debutta con la nazionale italiana agli europei a squadre di Poděbrady. Prende parte anche agli europei under 23 di Espoo, ottenendo la medaglia d'argento nella 20 km. Due anni dopo, agli europei under 23 di Bergen, sale invece sul gradino più alto del podio nella 10.000 m con il crono di 43'39"55 (suo nuovo personale).

## Progressione

### 3.000 metri marcia short track
| Stagione | Tempo    | Luogo  | Data      | Rank. Mond. |
| -------- | -------- | ------ | --------- | ----------- |
| 2024     | 12'41"79 | Ancona | 17-2-2024 | 7°          |
| 2023     | 12'51"73 | Ancona | 18-2-2023 | 10°         |
| 2022     | 13'49"40 | Ancona | 5-2-2022  | 44°         |
| 2021     | 14'49"86 | Padova | 17-1-2021 | 105°        |
| 2020     | 15'11"29 | Ancona | 15-2-2020 | -           |
| 2019     | 16'53"28 | Padova | 24-2-2019 | -           |

### 5.000 metri marcia
| Stagione | Tempo    | Luogo       | Data      | Rank. Mond. |
| -------- | -------- | ----------- | --------- | ----------- |
| 2024     | 21'19"57 | Bergamo     | 11-5-2024 |             |
| 2023     | 22'10"14 | Palermo     | 10-6-2023 | 18°         |
| 2022     | 22'19"54 | Modena      | 1-10-2022 | 24°         |
| 2021     | 24'16"69 | Bergamo     | 11-9-2021 | 152°        |
| 2020     | 25'01"00 | Abano Terme | 27-9-2020 | 172°        |
| 2019     | 24'37"10 | Agropoli    | 21-6-2019 | 199°        |

### 10.000 metri marcia
| Stagione | Tempo    | Luogo    | Data      | Rank. Mond. |
| -------- | -------- | -------- | --------- | ----------- |
| 2025     | 43'49"55 | Bergen   | 19-7-2025 | -           |
| 2023     | 45'12"18 | Agropoli | 17-6-2023 | 17°         |
| 2022     | 45'53"49 | Rieti    | 8-7-2022  | 35°         |
| 2021     | 49'46"26 | Grosseto | 13-6-2021 | 147°        |

### 20 km marcia
| Stagione | Tempo    | Luogo     | Data      | Rank. Mond. |
| -------- | -------- | --------- | --------- | ----------- |
| 2024     | 1h30'50" | La Coruña | 18-5-2024 |             |
| 2023     | 1h32'32" | Espoo     | 12-7-2023 | 67°         |
| 2022     | 1h35'59" | Montreuil | 25-9-2022 | 104°        |
| 2021     | 1h55'49" | Roma      | 23-1-2021 | -           |

## Palmares
| Anno | Manifestazione | Sede    | Evento         | Risultato | Prestazione | Note                          |
| ---- | -------------- | ------- | -------------- | --------- | ----------- | ----------------------------- |
| 2023 | Europei U23    | Espoo   | Marcia 20 km   | Argento   | 1h32'32"    | Miglior prestazione personale |
| 2023 | Universiadi    | Chengdu | Marcia 20 km   | 5ª        | 1h38'08"    |                               |
| 2025 | Europei U23    | Bergen  | Marcia 10000 m | Oro       | 43'49"55    | Miglior prestazione personale |

## Altre competizioni internazionali
2023
- Oro nella 20 km a squadre agli Europei a squadre di marcia ( Poděbrady) - 1h32"55

## Campionati nazionali
- 1 volta campionessa nazionale allieve dei 5.000 m marcia (2019)
- 1 volta campionessa nazionale juniores indoor dei 3.000 m marcia (2022)
- 1 volta campionessa nazionale juniores dei 10.000 m marcia (2022)
- 2 volta campionessa nazionale promesse indoor dei 3.000 m marcia (2023, 2024)
- 1 volta campionessa nazionale promesse dei 10.000 m marcia (2023)
- 1 volta campionessa nazionale assoluta indoor dei 3.000 m marcia (2023)

2019
- DNS ai campionati italiani allievi, 3.000 m marcia indoor - [4]
- Oro ai campionati italiani allievi, 5.000 m marcia - 24'37"10  [5]

2020
- 6a ai campionati italiani allievi, 3.000 m marcia indoor - 15'11"29  [6]

2021
- 5a ai campionati italiani juniores, 3.000 m marcia indoor - 15'03"25 [7]
- 7a ai campionati italiani assoluti, 3.000 m marcia indoor - 15'28"64 [8]
- Bronzo ai campionati italiani juniores, 10.000 m marcia indoor - 49'46"26  [9]
- 6a ai campionati italiani assoluti, 10 km marcia - 49'17"  [10]

2022
- Oro ai campionati italiani juniores, 3.000 m marcia indoor - 13'49"40  [11]
- 4a ai campionati italiani assoluti, 3.000 m marcia indoor - 13'52"13 [12]
- Oro ai campionati italiani juniores, 10.000 m marcia - 45'53"49  [13]
- 4a ai campionati italiani assoluti, 10 km marcia - 47'42" [14]

2023
- Oro ai campionati italiani promesse, 3.000 m marcia indoor - 12'58"25 [15]
- Oro ai campionati italiani assoluti, 3.000 m marcia indoor - 12'51"73  [16]
- Oro ai campionati italiani promesse, 10.000 m marcia - 45'12"18  [17]

2024
- Oro ai campionati italiani promesse, 3.000 m marcia indoor - 12'45"97  [18]
- Argento ai campionati italiani assoluti, 3.000 m marcia indoor - 12'41"79  [19]

## Campionati italiani societari
2021
- Bronzo ai C.D.S. under-23 Finale Oro, 5.000 m marcia - 24'16"69 [20]

2022
- Oro ai C.D.S. under-23 Finale Oro, 5.000 m marcia - 22'19"54 [21]
- Argento ai C.D.S. assoluto Finale Oro, 5.000 m marcia - 22'30"46 [22]
- C.D.S. assoluto Finale Oro [23]

2023
- Oro ai C.D.S. under-23 Finale Oro, 5.000 m marcia - 23'29"43 [24]
- Oro ai C.D.S. assoluto Finale Oro, 5.000 m marcia - 22'10"14 [25]
- C.D.S. assoluto Finale Oro [26]